# 小谷城の戦い
小谷城の戦い（おだにじょうのたたかい）は、天正元年（1573年）8月8日から9月1日まで織田信長と浅井長政との間で行なわれた戦国時代の戦いである。

## 経緯
元亀元年（1570年）4月、尾張の織田信長・越前の朝倉義景と同盟関係を結んでいた北近江の浅井長政は、信長による朝倉征伐戦を見過ごせず、織田氏と断交した（金ヶ崎の戦い）。同年6月28日には朝倉氏と連合して、信長と徳川家康の連合軍を迎えるも敗北（姉川の戦い）。直後に浅井氏は本拠・小谷城の南方拠点である横山城を奪われ、木下秀吉が守将として浅井氏の監視役に置かれた。
それでも浅井氏は信長への抵抗を続け、9月に信長が三好三人衆を討伐せんと摂津に出兵（野田・福島の戦い）した隙を突いて再び朝倉と蜂起し（志賀の陣）、一矢報いた。この時期から室町幕府15代将軍足利義昭の呼びかけに応じた石山本願寺らも織田氏を攻撃し始めた（信長包囲網）。しかし近江では、孤立した佐和山城主の磯野員昌や宮部継潤が織田家に降伏。小谷城近辺の町が毎年放火・刈田狼藉を受けるなど、浅井氏は苦境に陥っていった。
元亀3年（1572年）7月、3万の大軍を率いた信長は小谷城の目と鼻の先に在る虎御前山に本陣を布いて砦を修築し、虎御前山から横山城まで長大な要害を作り始めた。これを見た浅井氏は、朝倉氏に「河内・長島で一向一揆が起き、尾張と美濃の間の道をふさいだので、朝倉殿が出馬なされば尾張・美濃勢をことごとく討ち果たせるでしょう」と虚報を伝えて援軍を求め、越前からも朝倉軍（義景の1万5000、朝倉景鏡の5000）が救援に駆けつけた。これと同時期に西上作戦を発動させた甲斐の武田信玄が信長・家康の領国へ侵攻した。
しかし義景はほとんど攻勢に出ず、むしろ朝倉勢から前波吉継父子、富田長繁・戸田与次・毛屋猪介が織田方に寝返る始末で、織田方の要害が完成してしまった。信長は志賀の陣に引き続き、「日を決めて決戦に及ぼう」と義景に申し入れたが、やはり義景は動かなかった。9月16日、信長は木下秀吉を虎御前山砦に残して横山城に兵を引いた。
11月3日に浅井・朝倉勢はやっと動き、要害に攻撃を仕掛けてきたが木下秀吉に撃退され、12月3日に朝倉勢は越前へ撤兵してしまう。武田軍も信玄の体調が悪化したために甲斐に撤退をはじめ、その途中、翌元亀4年（1573年）4月に信玄が病没。朝倉軍引き上げから翌年2月までの信長の動向は良く判っていないが、おそらく美濃で武田氏を迎撃する準備をしていたと思われる。なお、「自分の死を3年間は隠せ」との信玄の遺命に従った武田家では、同年内の織田・徳川への本格的な再攻をすることは無かった。

## 戦闘の経過

### 小谷城籠城・朝倉氏滅亡
元亀4年3月、信長包囲網の盟主・足利義昭が槇島城で挙兵。信長は和睦を申し出るが義昭は拒絶、4月に一度は和睦したが、7月に義昭が再挙兵すると戦闘に及び義昭を降伏させ、7月20日に義昭を放逐し（槇島城の戦い）、28日には元亀から天正に改元させた。更に8月8日、浅井家重臣の山本山城主阿閉貞征が織田方へ寝返ると、信長はこれを好機と見、3万の軍勢を率いて北近江への侵攻を開始、虎御前山の砦に本陣を布いた。
織田軍は背後に朝倉氏が控えていた事もあり無理に力攻めはしなかった。一方、浅井長政は居城の小谷城に5千の軍勢と共に籠城したが離反が相次ぎ、小谷城の孤立は益々強まっていく。浅井氏は朝倉氏への援軍要請しか手段が無く、その朝倉氏は朝倉家家中の一部から上がった反対の意見を押し切り、義景自ら2万の軍勢を率いて小谷城の北方まで進出する。
ところが朝倉軍は前哨戦で敗北した上、構築した城砦（大嶽砦など）を容易く失陥。このため撤退し始めるが、そこを織田軍に夜襲され、壊滅的な敗北をこうむった（刀根坂の戦い）。義景は15日に一乗谷城に辿り着いたが、17日に織田軍は朝倉氏の居城一乗谷城を攻め焼き払ったため、最深部の大野郡の山田庄まで逃れ、ついに20日、朝倉景鏡の裏切りもあり、義景は自刃して朝倉氏は滅びた（一乗谷城の戦い）。

### 小谷決戦
越前を制圧した信長は、織田軍の一部を越前での戦後処理に留めて小谷城へと引き返し、26日に虎御前山の本陣へ帰還すると、全軍に小谷城の総攻撃を命じた。翌27日、木下秀吉率いる3000の兵が夜半に長政の拠る本丸と長政の父・浅井久政が籠る小丸との間にある京極丸(兵600)を占拠した。この時、三田村定頼、海北綱親らは討死した。これで、父子を繋ぐ曲輪を分断することに成功した。やがて小丸への攻撃が激しくなり、800の兵を指揮していた久政は追い詰められて小丸にて、浅井惟安らと共に自害した。
その後、本丸(長政以下兵500)はしばらく持ちこたえ、長政はその間に嫡男万福丸に家臣を付けて城外へ逃がす。さらに正室のお市の方を3人の娘（浅井三姉妹）と共に織田軍に引き渡した。
その最後の仕事を果たしたのち、9月1日、袖曲輪の赤尾屋敷内で重臣の赤尾清綱、弟の浅井政元らと共に長政は自害して小谷城は落城した。この日をもって、北近江の戦国大名浅井氏は亮政から3代で滅亡したのである。ただ、雨森清貞は、逃亡した。

### 戦後処理
金ヶ崎での裏切りもあり、信長の浅井氏への仕置きは苛烈を極めた。浅井久政・長政親子の首は京で獄門にされ、男系の万福丸は敦賀に潜伏していたところを捕らえられた後、関ヶ原で磔にされ、親族の浅井亮親、浅井井規、家臣の大野木秀俊も処刑された。浅見道西など、寝返った将も処分された。
また久政・長政親子の頭蓋骨は義景のそれと共に薄濃とされた。これは長らく信長の残虐性を表す行動とされてきたが、近年では敵将への敬意の念があったことを表した行為であり、改年にあたり今生と後生を合わせた清めの場で三将の菩提を弔うことで新たな出発を期したものであると再評価がなされている。
小谷城は秀吉に与えられたが、琵琶湖から離れた立地を嫌われ廃城。新たな居城として長浜城が築かれた。

## 討死者・処刑者・逃亡者
- 浅井長政
- 浅井久政
- 浅井政元
- 浅井政勝 (浅井政澄の子)
- 浅井井規
- 浅井亮親
- 浅井惟安
- 赤尾清綱
- 海北綱親
- 三田村定頼
- 三田村光久 (定頼の子)
- 三田村長盛 (三田村国定の子)
- 脇坂秀勝
- 森本鶴松太夫
- 大野木秀俊

### 逃亡者
- 雨森清貞
- 新庄直忠
- 新庄直頼など

### 所在不明
- 寺村小八郎
- 中島直親など